# Lego Scooby-Doo : Mystère sur la plage
 (octobre 2017).
Si vous disposez d'ouvrages ou d'articles de référence ou si vous connaissez des sites web de qualité traitant du thème abordé ici, merci de compléter l'article en donnant les références utiles à sa vérifiabilité et en les liant à la section « Notes et références ».
Série
Scooby-Doo : Le Clash des Sammys
(2017) Scooby-Doo et Batman : L'Alliance des héros
(2018)
Pour plus de détails, voir Fiche technique et Distribution.
Lego Scooby-Doo : Mystère sur la plage (Lego Scooby-Doo! Blowout Beach Bash) est un vidéofilm d'animation américain réalisé par Ethan Spaulding, sorti en 2017.
Il s'agit du 29e long métrage de la franchise Scooby-Doo, détenue par Warner Bros., et du 2e de Lego Scooby-Doo, gamme du jeu de construction Lego, après Lego Scooby-Doo : Le Fantôme d'Hollywood (2016) de Rick Morales.

## Synopsis
Après avoir résolu l'énigme de la momie, les Mystères associés partent en vacances en bord de mer. Malheureusement, des fantômes pirates hantent cette station balnéaire et font fuir les vacanciers.

## Fiche technique
Sauf indication contraire, les informations mentionnées dans cette section peuvent être confirmées par la base de données cinématographiques IMDb,  présente dans la section « Liens externes ».
- Titre : Lego Scooby-Doo ! Mystère sur la plage
- Titre original : Lego Scooby-Doo! Blowout Beach Bash
- Réalisateur : Ethan Spaulding
- Scénario : Emily Brundige et Aaron Preacher
  - Story-board : Milo Neuman et Carl Peterson
- Musique : Robert J. Kral
- Montage : Cris Mertens et Craig Paulsen
  - Effets visuels : Jason Plapp
- Animation : Dougg Williams
- Production : Rick Morales
  - Production exécutive : Jason Cosler, Robert Fewkes, Melissa Kurtz, Sam Register et Jill Wilfert
  - Production associée : Liz Marshall
  - Post-production : Greg Emerson
- Société de production : Warner Bros.
- Pays de production :  États-Unis
- Langue : anglais
- Genre : Animation, aventure et comédie horrifique
- Durée : 77 minutes
- Date de sortie :
  - États-Unis : 25 juillet 2017

## Distribution

### Voix originales
Sauf indication contraire, les informations mentionnées dans cette section peuvent être confirmées par la base de données cinématographiques IMDb,  présente dans la section « Liens externes ».
- Frank Welker : Scooby-Doo, Fred Jones
- Grey DeLisle : Daphné Blake
- Matthew Lillard : Sammy Rogers
- Kate Micucci : Véra Dinkley
- Jeff Bennett : le député, guide du musée
- Kate Higgins : Brenda
- Josh Keaton : Tommie, Chad Holdout
- Tom Kenny : Rob Holdout
- Natalie Lander : Krissy Holdout
- Jack McBrayer : officier de police
- Kevin Michael Richardson : shérif
- Fred Tatasciore : Dwight Monkfish
- Iqbal Theba : Dr Najib
- Hynden Walch : Mitzi Capaletto

### Voix françaises
- Éric Missoffe : Scooby-Doo, Sammy Rogers
- Mathias Kozlowski : Fred Jones
- Caroline Pascal : Véra Dinkley
- Céline Melloul : Daphné Blake
- Jean-François Aupied : Rob Holdout
- Caroline Combes : Mitzi Capaletto
- Patrick Borg : Dwight Monkfish
- Enzo Ratsito : Tommie